# Comté de Fannin (Texas)
Pour les articles homonymes, voir Comté de Fannin.
Le comté de Fannin, en anglais : Fannin County, est un comté situé dans le nord-est de l'État du Texas aux États-Unis. Il est nommé en l'honneur de James Fannin, un soldat de la révolution texane. Le siège du comté est Bonham. Selon le  recensement de 2020, sa population est de 35 662 habitants. 
Le comté a une superficie de 2 329 km2, dont 2 309 km2 en surfaces terrestres.

## Comtés adjacents
|                  | Comté de Bryan Oklahoma |                |
| Comté de Grayson | comté de Fannin         | Comté de Lamar |
| Comté de Collin  | Comté de Hunt           | Comté de Delta |